# Highways in New South Wales

Lage von New South Wales

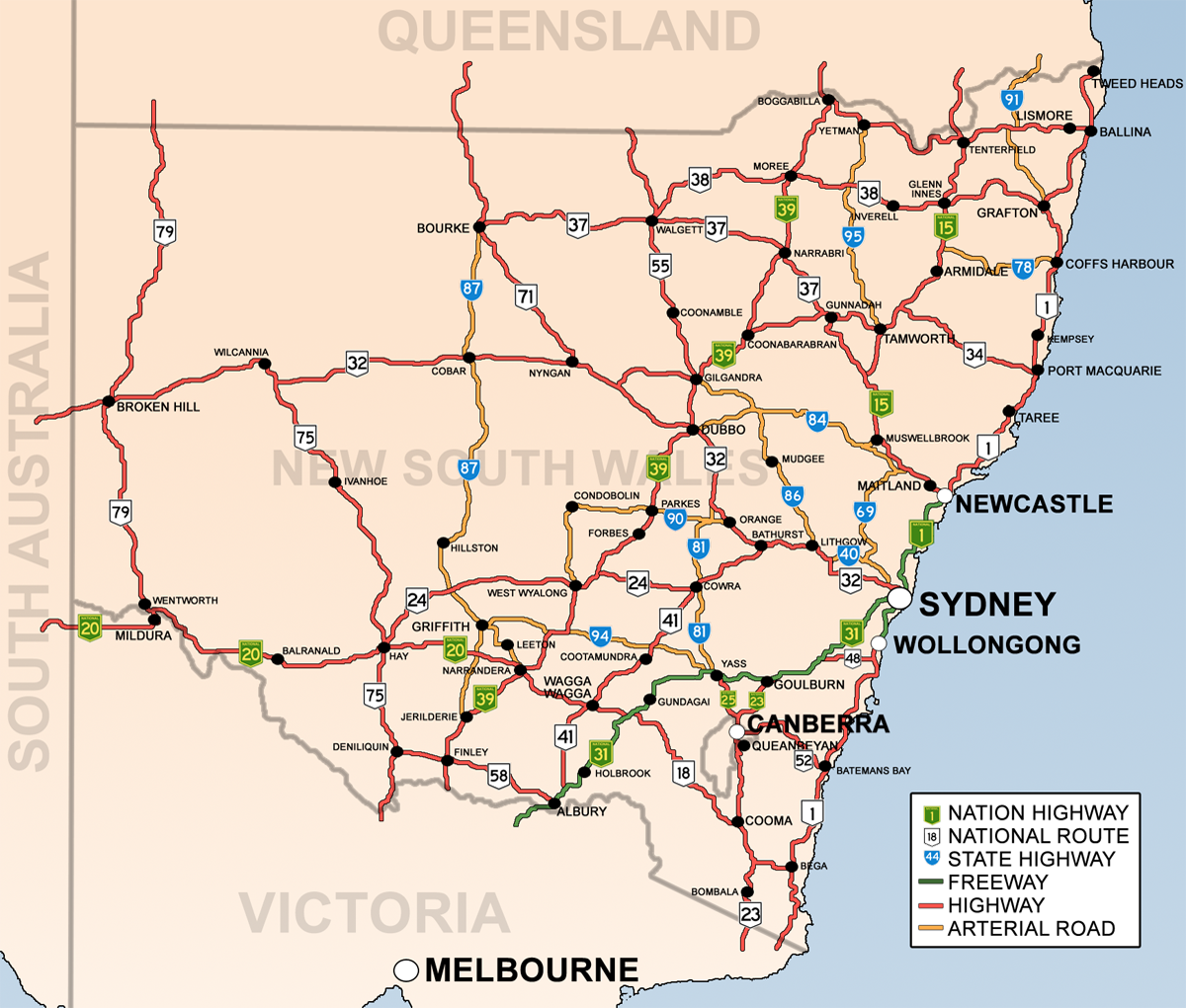
Karte der Highways von New South Wales

Das gegenwärtige System der Highways von New South Wales (Australien) entstand im August 1928, als das Country Roads Board, der Vorgänger des heutigen Department of Main Roads und der Roads and Traffic Authority die 1924 entstandene Klassifizierung der Hauptstraßen ablöste und ein neues System, das noch heute Anwendung findet, einführte. Eine vollständige Liste mit allen Hauptstraßen wurde von der Regierung von New South Wales am 17. August 1928 veröffentlicht. Danach haben die Highways für verwaltungstechnische Zwecke eine andere Nummer als die Straßennummer mit der der Highway ausgeschildert ist, zum Beispiel hat der Great Western Highway die Nummer 5 in der Verwaltung, beschildert ist er als National Route 32.

## Geschichte
Während Fernstraßen in vielen anderen Ländern typischerweise eine Nummer tragen, sind Highways in Australien, New South Wales eingeschlossen, meistens unter einem bestimmten Namen bekannt. Die Namenspaten sind oft Entdecker aus dem 19. Jahrhundert, wichtige Politiker oder geographische Regionen. Eine Ausnahme bilden der National Highway 1. Er ist eine der bekanntesten Fernstraßen und führt auf insgesamt 24.000 km entlang der Küste um den gesamten Kontinent. Daneben ist der National Highway 31, auch Hume Highway, unter seiner Nummer relativ bekannt.
Die oberste Hierarchiestufe der Fernstraßen in Australien, stellen die vom Bund finanzierten National Highways dar. Sie verbinden die Hauptstädte untereinander. National Highways in New South Wales sind zum Beispiel der Hume Highway zwischen Sydney und Melbourne, der New England Highway zwischen Newcastle und Brisbane, der Newell Highway von Brisbane Richtung Melbourne oder Federal und Barton Highway, die Canberra mit dem Hume Highway verbinden.

### Nummerierung
In New South Wales werden seit 1955 die National Route-Nummern für Highways vergeben. Die Fernstraßen unter der Verwaltung der Bundesstaats New South Wales werden als National Routes und als State Routes bezeichnet. Die Plakette der Straßennummerierung für National Routes besteht aus einem fünfeckigen Schild mit schwarz-weißen Hintergrund, wobei die Form an das australische Wappen angelehnt ist. Für die National Highways wird die gleich Form verwendet, allerdings in Grün und Gold und mit dem Schriftzug National am oberen Rand des Schildes.
Neben dem Nummerierungssystem für die National Routes wurden 1964 die sogenannten Ring Roads (Ringstraßen) eingeführt. Sie verliefen kreisförmig in größer werdenden Radien um Sydney und trugen die Nummern 1, 3 und 5. Obwohl die Bezeichnung seit 1974 nicht mehr gültig ist, blieben alte Ausschilderungen der Ring Road 3 bis in die 1980er Jahre und die der Ring Road 1 bis in die 1990er Jahre erhalten.
1973 wurde ein System zur Nummerierung von Freeways eingeführt, um die bestehenden National Routes und Ring Roads zu ergänzen. Die Schilder der Freeways waren den rot, weiß, blauen Kennzeichnungen der U.S Interstates sehr ähnlich und trugen die Nummern F1 bis F8. Die F1 war der Warringah Freeway, die F2 war reserviert für den Castlereagh Freeway, im Streckenverlauf ähnlich dem heutigen Hills Motorway, die F3 trug der Sydney-Newcastle Freeway, die F4 war dem westlichen Teil des heutigen Western Motorway (früher Western Freeway), die F5 war der zum Freeway ausgebaute Teil des National Highway 31, die F6 wurde dem Southern Freeway zugewiesen, die F7 wurde reserviert für eine Strecke entlang des heutigen Cahill Expressway, Eastern Distributor und Bondi Junction Bypass und die F8 war ein Abschnitt des nördlichen Verteilers von Wollongong, heute Teil der State Route 60. Die meisten dieser Beschilderungen wurden über die Jahrzehnte durch andere Nummern ersetzt und in den 1990er Jahren trugen nur noch die F1, F3 und F6 ihre ursprüngliche Bezeichnung. Allerdings wurde die Farbgebung der Schilder auf ein einfaches Grün auf weißem Hintergrund geändert. Heute existiert weder das Nummerierungssystem noch die Schilder, allerdings sind die F3 und F6 nach wie vor unter diesem Namen bekannt.
Das heute noch verwendete System der Metroads wurde im Jahr 1993 installiert. Es trägt die auffälligen sechseckigen Schilder mit blauer Schrift auf weißem Hintergrund. Ursprünglich gab es sechs Metroads: Metroad 1 ersetzte die National Route 1 im Stadtgebiet von Sydney, Metroad 2 ersetzte Teile der State Routes 28 und 30 (und wurde nach und nach zum Hills Motorway), Metroad 3 entstand aus der alten Ring Road 3, Metroad 4 ging aus dem F4 Freeway und einem Teil der National Route 32 hervor, Metroad 5 ersetzte den im Stadtgebiet befindlichen Teil des National Highway 31 und Metroad 7 entstand aus der State Route 77. Später ersetzte Metroad 6 die State Route 45, Metroad 9 ersetzte den in Sydney verlaufenden Teil der State Route 69 und Metroad 10 schließlich ging aus der State Route 14, südlich von Mona Vale hervor. Eine Metroad 8 hat nie existiert.
Momentan bereitet sich der Bundesstaat New South Wales vor, das komplette System aus State Routes, National Routes, National Highway und Metroads durch ein alphanumerisches Systeme zu ersetzen. Bis wurde allerdings nicht festgelegt wann der Wechsel stattfinden soll. Alle neuen Schilder sind bereits an den Highways angebracht, allerdings mit einer Blende verdeckt.

### Straßenarten
Die meisten der Highways in New South Wales sind zweispurig, mit je einer Fahrspur pro Richtung. Es gibt nur wenige Freeways, mit mehreren Fahrspuren pro Richtung, getrennten Fahrbahnen und kreuzungsfreien Aus- und Einfahrten ähnlich den deutschen Autobahnen. Mit der Fertigstellung der Ortsumgehung von Holbrook im August 2013 ist der Hume Highway komplett vierspurig ausgebaut. Daneben sind 70 % des Pacific Highway vierstreifig vorhanden (Stand: Juli 2016). Mit einer kompletten Fertigstellung wird im Jahr 2020[veraltet] gerechnet.

## National Highways
- Sydney-Newcastle Freeway
- New England Highway
- Sturt Highway
- Federal Highway
- Barton Highway
- Hume Highway
- Newell Highway

## Metroads
- - Pacific Highway
  - Gore Hill Freeway
  - Warringah Freeway
  - Bradfield Highway
  - Sydney-Harbour-Tunnel
  - Cahill Expressway
  - Eastern Distributor
  - Southern Cross Drive
  - General Holmes Drive
  - The Grand Parade
  - President Avenue
  - Princes Highway
- - Lane-Cove-Tunnel
  - Hills Motorway
  - Old Windsor Road
  - Windsor Road
- - King Georges Road
  - Roberts Road
  - Centenary Drive
  - Homebush Bay Drive
  - Church Street
  - Lane Cove Road
  - Ryde Road
  - Mona Vale Road
- - Western Distributor
  - City West Link
  - Western Motorway
  - Great Western Highway
- - South Western Motorway
  - Hume Highway (South Western Freeway)
- - Pennant Hills Road
  - Marsden Road
  - Highway Road
  - Silverwater Road
  - Olympic Drive
  - Joseph Street
  - Rookwood Road
  - Stacey Street
  - Fairford Road
  - Davies Road
  - Illawarra Road
  - Heathcote Road
- - Pennant Hills Road
  - Hills Motorway
- WestLink
- - The Northern Road
  - Narellan Road
- - Military Road
  - Spit Road
  - Condamine Street
  - Pittwater Road

## National Routes und State Highways
- - Pacific Highway
  - Southern Freeway
  - Mount Ousley Road
  - Princes Highway
- - Mount Lindesay Highway
  - Mount Lindesay Road
- - Alpine Way
  - Murray Valley Highway
- Snowy Mountains Highway
- Monaro Highway
- Mid-Western Highway
- - Barrier Highway
  - Great Western Highway
  - Mitchell Highway
- Oxley Highway
- Kamilaroi Highway
- - Gwydir Highway
  - Fossickers Way
- Olympic Highway
- Bruxner Highway
- Illawarra Highway
- Kings Highway
- Castlereagh Highway
- Riverina Highway
- Mitchell Highway
- Cobb Highway
- Silver City Highway

## State Routes und Hauptverbindungsstraßen
- Barrenjoey Road
- - Great Western Highway
  - Liverpool Road
- - Western Distributor
  - Victoria Road
  - Church Road
  - Windsor Road
  - Hawkesbury Valley Way
  - Bells Line of Road
  - Chifley Road
- Great Western Highway
- Bathurst-Ilford Road
- Princes Highway
- - The Grand Parade
  - Sandringham Street
  - Rocky Point Road
  - Taren Point Road
  - Kingsway
- - Appin Road
  - Narellan Road
  - Putty Road
- - Cross-City-Tunnel
  - New South Head Road
- Waterfall Way
- - Lachlan Valley Way
  - Canowindra Road
  - Escort Way
  - Peabody Road
- - Central Coast Highway
  - Pacific Highway
- Golden Highway
- Goldfields Way
- Castlereagh Highway
- Kidman Way
- Picton Road
- - Camden Valley Way
  - Camden Bypass
  - Remembrance Drive
- - Escort Way
  - Orange Road
  - Condobolin Road
- Summerland Way
- Burley Griffin Way
- - Fossickers Way
  - Warialda Road
- Pacific Highway

## Verbindungsstraßen
- Barry Way
- Bucketts Way
- Bylong Valley Way
- Escort Way
- Fossickers Way
- Goulburn-Oberon Road
- Henry Lawson Way
- Irrigation Way
- Kosciuszko Road
- Lachlan Valley Way
- O’Connell Road
- Snowy River Way
- Thunderbolts Way
- Wombeyan Caves Road
- Yass Valley Way